# 亞基米夫卡 (扎波羅熱區)
48°5′26″N 35°23′10″E / 48.09056°N 35.38611°E
亞基米夫卡（烏克蘭語：Якимівка）是位於烏克蘭東南部的村莊，由扎波羅熱州扎波羅熱区的彼得羅-米哈伊利夫卡市鎮負責管轄。該村面積0.89平方公里，2001年人口94，人口密度每平方公里105.4人。